# Nicolaus Arnoldi Knock
Nicolaus Arnoldi Knock (Rotterdam, gedoopt 10 april 1759 – Leiden, begraven: februari 1794) was een Nederlands jurist, grietman en amateurorganist.
Hij was zoon van predikant Wesselus Knock en Jitske Anna Arnoldi wonende aan de Botersloot. Zij lieten hem dopen in de hervormde kerk. Hijzelf huwde Rinskje Ypkjen van Boelens (Renske Eijpke Boelens), dochter van Boelardus Augustinus van Boelens en Antje Mellinga.
Hij kreeg zijn opleiding aan de Latijnse School in Leeuwarden en later de Groninger Universiteit. Hij was van huis uit dus jurist en trad op als grietman over Stellingwerf-Oosteynde in de periode 1780-1788 als ook lid van de Staten van Friesland. Hij was er ook lid van de Loge De Friesche Trouw. Hij woonde later in diverse steden in Nederland; het laatst in Leiden, al waar hij zich ook inschreef als lidmaat aan de Leidse Universiteit.
Van zijn opleiding tot organist is weinig bekend, maar het vermoeden bestaat dat hij les heeft gehad van J.H. Tammen in Groningen. Met die organist musiceerde hij ook wel en zij traden samen op als examinator etc. Hij trad daarnaast als hobby als organist op in de noordelijke provincies, maar er is ook van hem een optreden bekend in de Nieuwe Kerk in Amsterdam en ook elders in het land al wilde niet elke gemeente zich branden aan het bespelen van kostbare orgels door een amateur. Om toch te kunnen optreden werd hij wel gesteund door de (omstreden) orgelvirtuoos Abt Vogler (Georg Joseph Vogler).  
Johann August Just droeg zijn Zes divertissementen opus 12 aan hem op.
In 1788 publiceerde hij bij Petrus Doekema te Groningen Dispositiën der merkwaardigste kerk-orgelen, welken in de provincie Friesland, Groningen en elders aangetroffen worden. Het bleek in de loop der eeuwen van belang als aanvulling op geschriften van Joachim Hess en beleefde in 1959 en 1968 een herdruk en in 1971 een facsimile-uitgave.
Hij werd begraven in de week 15 tot 22 februari 1794 in de Vrouwekerk te Leiden.
- Biblioteca Nacional de España: XX1331863
- Biografisch Portaal: 31282401
- Digitale Bibliotheek voor de Nederlandse Letteren: knoc005
- Gemeinsame Normdatei: 121033325
- International Standard Name Identifier: 0000 0000 4058 0522
- Library of Congress Control Number: no95039879
- Nederlandse Thesaurus van Auteursnamen: 07434921X
- Virtual International Authority File: 27916718